# Thaumatomyia himalayensis
Thaumatomyia himalayensis är en tvåvingeart som beskrevs av Cherian 1990. Thaumatomyia himalayensis ingår i släktet Thaumatomyia och familjen fritflugor. Inga underarter finns listade i Catalogue of Life.